# Mihail Lascăr
Mihail Lascăr (n. 8 noiembrie 1889, Târgu Jiu – d. 24 iulie 1959, București) a fost un politician și general de armată român, ministru al Apărării Naționale în anii 1946-1947.
A luptat în cel de-Al Doilea Război Balcanic, în Primul Război Mondial și în cel de-Al Doilea Război Mondial, participând la Bătălia de la Stalingrad de partea forțelor germane; a fost luat prizonier de Armata Roșie la 22 noiembrie 1942.
A fost decorat pe 17 octombrie 1941 cu Ordinul „Mihai Viteazul” cl. III-a „pentru curajul, hotărîrea și energia remarcabilă de care a dat dovadă în operațiunile dela frontieră, cucerirea Bucovinei și Basarabiei de Nord. La trecerea Nistrului, de asemenea a condus Brigada cu fermitate și energie, apărând apoi Capul de pod cu înverșunare, respingând prin contraatacuri toate atacurile dușmanului”.
Pentru merite de război a fost decorat cu Frunze de Stejar la Crucea de Cavaler a Crucii de Fier (una dintre cele mai înalte distincții militare germane, primită de încă doi militari români, generalii Corneliu Teodorini și Petre Dumitrescu) și cu Ordinul Mihai Viteazu clasa II. În timp ce era prizonier la Armata Roșie, a optat pentru trecere de partea inamicului sovietic, încălcându-și astfel jurământul militar de credință față de țară și rege. Prin această acțiune, a contribuit, în calitate de comandant și ofițer superior, la formarea Diviziei sovietice de voluntari Horia, Cloșca și Crișan, ca parte a armatei sovietice. Mihail Lascăr a revenit în țară după 23 august 1944, contribuind alături de Valter Roman, care îndeplinea funcția de comandant politic al diviziei, la impunerea comunismului în România. În perioada 1 octombrie 1945 - 30 noiembrie 1946, generalul de armată Mihail Lascăr a condus Armata a IV-a, a îndeplinit funcția de președinte al Comisiei electorale a armatei, contribuind la fraudarea alegerilor din 1946. După alegerile din 1946 și venirea la putere oficială a comuniștilor, a fost numit ministru al Apărării Naționale, funcție pe care a îndeplinit-o până în 1947, fiind înlocuit de Emil Bodnăraș.
Generalul Mihail Lascăr a fost comandant al Academiei Militare din București (1949).

## Decorații
- Ordinul Militar „Mihai Viteazul” clasa III-a (17 octombrie 1941)[1]
- Ordinul Mihai Viteazul cl. II - prin DR3822/31.12.1942 (general de divizie, comandantul Diviziei 6 Infanterie)
- Crucea de Fier cl. II - 1941
- Crucea de Fier cl. I - ianuarie 1942
- Crucea de Cavaler a Crucii de Fier - 18 ianuarie 1942
- Frunze de stejar la Crucea de Cavaler a Crucii de Fier - 26 noiembrie 1942